# Ted Whittall
Ted Whittall ist ein kanadischer Schauspieler.

## Leben
Ted Whittall ist Absolvent der Neighborhood Playhouse School of the Theatre und erwarb außerdem einen Bachelor of Fine Arts in Filmproduktion an der Concordia University in Montreal in Québec. Er machte seinen Master of Arts in Performance Studies an der York University in Toronto. Er hat an der York University und in seinen privaten Schauspielschulen in Toronto und Vancouver unterrichtet. Er lebt mit seiner Frau, der Schauspielerin Allison Hossack, und den beiden gemeinsamen Kindern in Hamilton, Ontario.
Sein Filmdebüt gab Whittall 1995 in Bolt. Ende der 1990er Jahre folgten Episodenrollen in Fernsehserien und Nebenrollen in Filmproduktionen. 2001 war er in einer der Hauptrollen des Sonny Mathis neben Dolph Lundgren und Maxim Roy im Actionfilm Concept of Fear / Agent Eraser zu sehen. Er übernahm 2005 im Fernsehfilm Falcon Beach die Rolle des Trevor Bradshaw, die er von 2006 bis 2007 in 20 Episoden der gleichnamigen Fernsehserie erneut verkörperte. 2007 gehörte er zur Hauptbesetzung der Mini-Serie Tin Man – Kampf um den Smaragd des Lichts. 2008 wurde mit ihm die Rolle des Präsidenten der Vereinigten Staaten Scott im Fernseh-Mehrteiler Andromeda – Tödlicher Staub aus dem All besetzt.
Von 2013 bis 2016 verkörperte er die Rolle des Agent Bob Reynolds in der Fernsehserie Beauty and the Beast. 2013 übernah er die Rolle des Brian Lee im Fernseh-Zweiteiler CAT. 8 – Wenn die Erde verglüht…. 2016 war er im Kinofilm Suicide Squad in der Rolle des Admiral Olsen zu sehen.

## Filmografie
- 1995: Bolt
- 1995: Grusel, Grauen, Gänsehaut (Are You Afraid of the Dark?) (Fernsehserie, Episode 5x08)
- 1996: L'histoire du samedi (Fernsehserie)
- 1996: Hawk's Vengeance
- 1996: Pretty Poison (Fernsehfilm)
- 1996–1998: PSI Factor – Es geschieht jeden Tag (PSI Factor – Chronicles of the Paranormal) (Fernsehserie, 2 Episoden)
- 1997: Dead Silence – Flammen in der Stille (Dead Silence) (Fernsehfilm)
- 1997: Nikita (Fernsehserie, Episode 1x13)
- 1997: The Assignment – Der Auftrag (The Assignment)
- 1998: The Mystery Files of Shelby Woo (Fernsehserie, Episode 4x07)
- 1998: Ein schöner Ort zum Sterben (Out of Control)
- 1999: Der Knochenjäger (The Bone Collector)
- 1999: Exhibit A: Secrets of Forensic Science (Fernsehserie, Episode 3x10)
- 2000: The Hunger (Fernsehserie, Episode 2x21)
- 2000: D.C. (Fernsehserie, Episode 1x04)
- 2000: Jackie Bouvier Kennedy Onassis (Fernsehfilm)
- 2000: Livin' for Love: The Natalie Cole Story (Fernsehfilm)
- 2001: 15 février 1839
- 2001: Spinning Out of Control (Fernsehfilm)
- 2001: Varian’s War – Ein vergessener Held (Varian’s War) (Fernsehfilm)
- 2001: Kiss My Act (Fernsehfilm)
- 2001: Concept of Fear/Agent Eraser (Hidden Agenda)
- 2001: Further Tales of the City (Mini-Serie, 3 Episoden)
- 2001: Heist – Der letzte Coup (Heist)
- 2001: After Amy (Fernsehfilm)
- 2001: Dice (Mini-Serie, 6 Episoden)
- 2001: Baby entführt – Drama am Weihnachtsabend (Stolen Miracle)
- 2001–2004: Blue Murder (Fernsehserie, 3 Episoden, verschiedene Rollen)
- 2002: Agent of Influence (Fernsehfilm)
- 2002: Street Time (Fernsehserie, Episode 1x05)
- 2002: The Book of Eve
- 2002–2004: Mutant X (Fernsehserie, 2 Episoden, verschiedene Rollen)
- 2003: Rudy: The Rudy Giuliani Story (Fernsehfilm)
- 2003: DC 9/11: Time of Crisis (Fernsehfilm)
- 2004: Soul Food (Fernsehserie, Episode 5x01)
- 2004: The Eleventh Hour (Fernsehserie, Episode 2x08)
- 2004: Sehnsüchtig (Wicker Park)
- 2004: Wonderfalls (Fernsehserie, Episode 1x08)
- 2005: Falcon Beach (Fernsehfilm)
- 2005: Kevin Hill (Fernsehserie, Episode 1x22)
- 2005: Degrassi: The Next Generation (Fernsehserie, 2 Episoden)
- 2006: This Is Wonderland (Fernsehserie, 2 Episoden)
- 2006: Between Truth and Lies (Fernsehfilm)
- 2006: Die Schattenmacht – The State Within (The State Within) (Mini-Serie, 6 Episoden)
- 2006–2007: Falcon Beach (Fernsehserie, 20 Episoden)
- 2007: Tin Man – Kampf um den Smaragd des Lichts (Tin Man) (Mini-Serie, 3 Episoden)
- 2007: Intelligence (Fernsehserie, 7 Episoden)
- 2008: The L Word – Wenn Frauen Frauen lieben (The L Word) (Fernsehserie, 5 Episoden)
- 2008: Robson Arms (Fernsehserie, Episode 3x07)
- 2008: Andromeda – Tödlicher Staub aus dem All (The Andromeda Strain) (Fernsehfilm)
- 2008: The Other Woman (Fernsehfilm)
- 2008: Gym Teacher: The Movie (Fernsehfilm)
- 2008: 45 R.P.M.
- 2008: Mail Order Bride (Fernsehfilm)
- 2008: The Guard (Fernsehserie, Episode 2x04)
- 2008: Er ist zu jung für Dich! (Flirting with Forty) (Fernsehfilm)
- 2009: Entführt – Du gehörst zu uns! (Do You Know Me) (Fernsehfilm)
- 2009: Psych (Fernsehserie, Episode 4x02)
- 2009: Web of Lies (Fernsehfilm)
- 2009–2011: Smallville (Fernsehserie, 5 Episoden)
- 2010: Human Target (Fernsehserie, Episode 1x05)
- 2010: Flicka 2 – Freunde fürs Leben (Flicka 2)
- 2010: Seven Deadly Sins (Fernsehserie, Episode 1x01)
- 2010: Wie durch ein Wunder (Charlie St. Cloud)
- 2010: Concrete Canyons (Fernsehfilm)
- 2010: Daydream Nation – Drei sind einer zuviel (Daydream Nation)
- 2010: Shattered (Fernsehserie, Episode 1x04)
- 2010: Tower Prep (Fernsehserie, 11 Episoden)
- 2011: Fairly Legal (Fernsehserie, Episode 1x01)
- 2011: Once Upon a Time – Es war einmal … (Once Upon a Time) (Fernsehserie, Episode 1x04)
- 2012: The Pregnancy Project (Fernsehfilm)
- 2012: Arctic Air (Fernsehserie, Episode 1x08)
- 2012: Big Time Movie (Fernsehfilm)
- 2012: The Killing (Fernsehserie, Episode 2x03)
- 2012: Random Acts of Romance
- 2012: Cast Away (Mini-Serie)
- 2013: CAT. 8 – Wenn die Erde verglüht… (CAT. 8) (Fernsehfilm)
- 2013: Nikita (Fernsehserie, Episode 3x11)
- 2013: Kleine Helden, große Wildnis (Against the Wild) (Fernsehfilm)
- 2013: Murdoch Mysteries (Fernsehserie, Episode 7x01)
- 2013: Played (Fernsehserie, Episode 1x01)
- 2013–2016: Beauty and the Beast (Fernsehserie, 18 Episoden)
- 2014: Sensitive Skin (Fernsehserie, Episode 1x03)
- 2014: The Calling – Ruf des Bösen (The Calling)
- 2015: Remedy (Fernsehserie, Episode 2x04)
- 2015: Suits (Fernsehserie, Episode 5x06)
- 2015: Reign (Fernsehserie, Episode 3x06)
- 2016: Good Witch (Fernsehserie, Episode 2x06)
- 2016: Suicide Squad
- 2017: Taken – Die Zeit ist dein Feind (Taken) (Fernsehserie, Episode 1x01)
- 2017: The Expanse (Fernsehserie, 4 Episoden)
- 2018: Falling Water (Fernsehserie, 4 Episoden)
- 2018: Fahrenheit 451
- 2018: Ransom (Fernsehserie, Episode 2x10)
- 2018: Frankie Drake Mysteries (Fernsehserie, Episode 2x09)
- 2019: James (Kurzfilm)
- 2019: Cold Feet at Christmas (Fernsehfilm)
- 2019–2020: Schitt’s Creek (Fernsehserie, 2 Episoden)
- 2020: October Faction (Fernsehserie, 2 Episoden)
- 2020: Love Song – Zwei Herzen. Ein Hit (Country at Heart) (Fernsehfilm)
- 2020: Private Eyes (Fernsehserie, Episode 4x07)
- 2023: Friedhof der Kuscheltiere: Bloodlines (Pet Sematary: Bloodlines)